# Глюкагоновий рецептор
GCGR (англ. Glucagon receptor) – білок, який кодується однойменним геном, розташованим у людей на короткому плечі 17-ї хромосоми. Довжина поліпептидного ланцюга білка становить 477 амінокислот, а молекулярна маса — 54 009.
| 10         |  | 20         |  | 30         |  | 40         |  | 50         |
| ---------- |  | ---------- |  | ---------- |  | ---------- |  | ---------- |
| MPPCQPQRPL |  | LLLLLLLACQ |  | PQVPSAQVMD |  | FLFEKWKLYG |  | DQCHHNLSLL |
| PPPTELVCNR |  | TFDKYSCWPD |  | TPANTTANIS |  | CPWYLPWHHK |  | VQHRFVFKRC |
| GPDGQWVRGP |  | RGQPWRDASQ |  | CQMDGEEIEV |  | QKEVAKMYSS |  | FQVMYTVGYS |
| LSLGALLLAL |  | AILGGLSKLH |  | CTRNAIHANL |  | FASFVLKASS |  | VLVIDGLLRT |
| RYSQKIGDDL |  | SVSTWLSDGA |  | VAGCRVAAVF |  | MQYGIVANYC |  | WLLVEGLYLH |
| NLLGLATLPE |  | RSFFSLYLGI |  | GWGAPMLFVV |  | PWAVVKCLFE |  | NVQCWTSNDN |
| MGFWWILRFP |  | VFLAILINFF |  | IFVRIVQLLV |  | AKLRARQMHH |  | TDYKFRLAKS |
| TLTLIPLLGV |  | HEVVFAFVTD |  | EHAQGTLRSA |  | KLFFDLFLSS |  | FQGLLVAVLY |
| CFLNKEVQSE |  | LRRRWHRWRL |  | GKVLWEERNT |  | SNHRASSSPG |  | HGPPSKELQF |
| GRGGGSQDSS |  | AETPLAGGLP |  | RLAESPF    |  |            |  |            |

A: Аланін

C: Цистеїн

D: Аспарагінова кислота

E: Глутамінова кислота

F: Фенілаланін

G: Гліцин

H: Гістидин

I: Ізолейцин

K: Лізин

L: Лейцин

M: Метіонін

N: Аспарагін

P: Пролін

Q: Глутамін

R: Аргінін

S: Серин

T: Треонін

V: Валін

W: Триптофан

Кодований геном білок за функціями належить до рецепторів, g-білокспряжених рецепторів, білків внутрішньоклітинного сигналінгу, фосфопротеїнів. 
Локалізований у клітинній мембрані, мембрані.